# (464155) 2014 YW35
(464155) 2014 YW35 es un asteroide perteneciente al cinturón de asteroides, descubierto el 7 de octubre de 2005 por el equipo Spacewatch desde el Observatorio Nacional de Kitt Peak (Arizona, Estados Unidos).